# Stiles-Crawford-Effekt
Der Stiles-Crawford-Effekt der ersten Art (SCE-I) beschreibt den empfundenen Helligkeitsunterschied, wenn ein Lichtstrahl durch die geöffnete Pupille wandert. Das Helligkeitsempfinden gleicht einer Gauß-Kurve, d. h. am nasalen und temporalen Rand der Pupille ist das Helligkeitsempfinden schwach und an der Stelle des besten Sehens (nahe der Pupillenmitte) am Höchsten.
Die Kurve wird folgendermaßen beschrieben: Sichtbarkeit {\displaystyle \eta (r,\lambda )=10^{-\rho (\lambda )(r-r_{0})^{2}}}
{\displaystyle \rho } ist der Richtungsfaktor der Zapfen, der beschreibt, ob die Kurve flacher oder steiler ist. Da auf der Netzhaut drei verschiedene Arten von Zapfen und dazu an unterschiedlichen Stellen, ergeben sich je unterschiedlicher Wellenlänge unterschiedliche {\displaystyle \rho } Werte. {\displaystyle r_{0}} ist die Pupillenmitte (nicht zu verwechseln mit dem Punkt des besten Sehens) und r beschreibt den Messpunkt auf der Pupille im Abstand zur Pupillenmitte.
Die Sichtbarkeit {\displaystyle \eta } ist abhängig von dem Messpunkt auf der Pupille bezogen zur Pupillenmitte und der einfallenden Wellenlänge.
Der Stiles-Crawford-Effekt der zweiten Art (SCE-II) beschreibt eine zusätzlich empfundene Farbänderung, wenn ein monochromatischer Lichtstrahl sich von der Pupillenmitte entfernt. Diese Farbverschiebung wurde 1937 von Stiles publiziert. Da aber ein fundamentaler Zusammenhang mit der Veröffentlichung von 1933 besteht, wird heute vom Stiles-Crawford Effekt der zweiten Art gesprochen. Die aktuelle Theorie deutet darauf hin, dass der Effekt bei monochromatischem Licht mit abnehmender Bandbreite verschwindet.
Beide Effekte treten beim Tageslichtsehen auf. Die Begründung liegt in den Fasereigenschaften der Zapfen, die hauptsächlich in der Fovea centralis der Netzhaut liegen und für das Farbsehen verantwortlich sind. Licht, das am Rand der Pupille eintritt, fällt in einem Winkel von ca. 10˚ auf die Fovea. Dadurch wird weniger Licht in die Zapfen eingekoppelt und man nimmt dieses Licht schwächer, weniger hell, wahr.
Der optische Stiles-Crawford-Effekt (O-SCE) beschreibt den SCE nicht auf der Netzhaut, sondern es wird das von der Netzhaut wieder zurückgeworfene Licht außerhalb des Auges gemessen.